# Оскіл (зупинний пункт)
152 кіломе́тр — пасажирський залізничний зупинний пункт Куп'янської дирекції Південної залізниці.
Розташований у на сході міста Куп'янськ (на лівому березі Осколу), Куп'янський район, Харківської області на лінії Оливине — Огірцеве між станціями Куп'янськ-Сортувальний (4 км), Заоскілля (1 км) та Куп'янськ-Південний (2 км).
Станом на травень 2019 року щодоби десять пар приміських електропоїздів здійснюють перевезення за маршрутом Куп'янськ-Південний/Вовчанськ — Куп'янськ-Вузловий/Харків-Пасажирський/Тополі.